# Ⲹ
Cette page contient des caractères spéciaux ou non latins. S’ils s’affichent mal (▯, ?, etc.), consultez la page d’aide Unicode.
Ⲹ (minuscule : ⲹ), appelé kappa dialecte P, kappa protosaïdique ou kappa protothébien, est une lettre de l’alphabet copte utilisée dans l’écriture du copte, en particulier dans des manuscripts du dialecte P. Elle est dérivée d’une lettre de l’égyptien démotique.

## Utilisation
Le kappa dialecte P est utilisé, dans les manuscrits en dialecte P, à la place du kappa copte usuel ‹ ⲕ › dans tous les mots, à l’exception de quelques mots, dans lesquels le kappa représente ce qui est écrit avec le shima ‹ ϭ › dans d’autres dialectes.

## Représentations informatiques
Le kappa dialecte P peut être représenté à l’aide des caractères Unicode (Copte) suivants :
| lettres   | représentations | chaînes de caractères | points de code | descriptions                            |
| --------- | --------------- | --------------------- | -------------- | --------------------------------------- |
| majuscule | Ⲹ               | Ⲹ                     | U+2CB8         | lettre majuscule copte kappa dialecte P |
| minuscule | ⲹ               | ⲹ                     | U+2CB9         | lettre minuscule copte kappa dialecte P |

## Sources
- (en) Michael Everson et Stephen Emmel, Revision of the Coptic block under ballot for the BMP of the UCS (no L2/04-130, N2744) (lire en ligne)
- Rodolphe Kasser, Papyrus Bodmer VI : Livres des Proverbes, Louvain, Secrétariat du CorpuSCO, coll. « Corpus Scriptorum Christianorum Orientalium 194, Scriptores Coptici 27 », 1960 (lire en ligne)